# Krzywucha (Góry Suche)
Krzywucha (791 m n.p.m.) – wzniesienie w Sudetach Środkowych, w Górach Kamiennych, w północno-zachodniej części pasma Gór Suchych.

## Położenie
Krzywucha położona jest na północny wschód od miejscowości Sokołowsko, w masywie Bukowca, w jego południowej części. Od strony zachodniej znajduje się Kotlina Sokołowska.
Część grzbietowa jest raczej płaska, zboczach są strome.
Krzywucha zbudowana jest z permskich skał wylewnych - melafirów (trachybazaltów), należących do północnego skrzydła niecki śródsudeckiej.
Wzniesienie w całości porośnięte jest lasem regla dolnego.